# Уткін В'ячеслав Олександрович
В'ячесла́в Олекса́ндрович У́ткін (23 лютого 1977, Липники Житомирської області — 30 серпня 2014, Лутугине Луганської області) — старший лейтенант Збройних сил України, учасник російсько-української війни.

## Життєпис
Народився 1977 року в селі Липники Житомирської області у родині військовослужбовця. Незабаром сім'я переїхала в селище Нові Білокоровичі Олевського району Житомирської області, де В'ячеслав 1994-го закінчив загальноосвітню школу. Батько передчасно пішов з життя, тож хлопець став опорою для матері та молодшого брата.
На військовій службі з серпня 1994 року. Після школи відслужив в армії, закінчив 1999 року Харківський військовий університет за спеціальністю «Ракетні та космічні комплекси». На той час ракетні частини розформовувалися, тож службу розпочав у 30-й гвардійській танковій дивізії (згодом бригаді) в Новограді-Волинському.
Невдовзі одружився, народилася донька.
Обіймав посаду заступника командира реактивної артилерійської батареї з озброєння реактивного артилерійського дивізіону 30-ї окремої гвардійської механізованої бригади.
Загинув 30 серпня 2014 року внаслідок артилерійського обстрілу в районі міста Лутугине Луганської області. Тоді велися запеклі бої на кордоні з Російською Федерацією, бійці зазнавали втрат і терміново потребували техніки та снарядів. Дорога, якою підходила техніка, обстрілювалася «градами» з боку Росії. Коли снаряд влучив у танк, В'ячеслав наказав бійцям сховатися в траншеї, останнім залишив машину й загинув під обстрілом.
2 вересня похований на Алеї слави військово-меморіального кладовища міста Новоград-Волинський.
Вдома залишилися мама, дружина та донька 2000 р.н.

## Нагороди та вшанування пам'яті
- 14 листопада 2014 року за особисту мужність і героїзм, виявлені у захисті державного суверенітету та територіальної цілісності України, вірність військовій присязі під час російсько-української війни, нагороджений орденом Богдана Хмельницького ІІІ ступеня (посмертно).
- На будівлі школи селища Нові Білокоровичі відкрито меморіальну дошку
- Вшановується 30 серпня на щоденному ранковому церемоніалі вшанування українських захисників, які загинули цього дня в різні роки внаслідок російської збройної агресії[1]
- Його портрет розміщений на меморіалі «Стіна пам'яті полеглих за Україну» у Києві: секція 4, ряд 3, місце 6
- Рішенням сесії № 1154 Лугинської селищної ради від 12 жовтня 2023 року йому присвоєно звання «Почесний громадянин Лугинської громади» (посмертно)
- почесний громадянин Звягеля (2020; посмертно)[2]
- Почесна відзнака «За заслуги перед Звягельським районом» (посмертно)[3]